# Arthur Salomonsohn
Arthur Salomonsohn (* 3. April 1859 in Inowrazlaw; † 15. Juni 1930 in Berlin) war ein deutsch-jüdischer Bankier.

## Leben
Salomonsohn war der Neffe des persönlich haftenden Gesellschafters der Disconto-Gesellschaft Adolph Salomonsohn. Nach einem Studium der Rechtswissenschaften trat auch er in die Disconto-Gesellschaft ein und wurde 1895 ebenfalls persönlich haftender Gesellschafter des Instituts. Im darauffolgenden Jahr trat er der Gesellschaft der Freunde bei.
1917 wurde Salomonsohn Mitglied der Deutschen Vaterlandspartei. 1919 beteiligte er sich an der Finanzierung der Antibolschewistischen Liga. Im Mai 1918 schrieb er an den Staatssekretär des Reichsschatzamtes:

„Rußland [...] ist ein Kolonialland vor den Toren Deutschlands, das auf viele Jahrzehnte hinaus dem deutschen Handel und der deutschen Industrie überreiche Beschäftigung verspricht. Dieses Kolonialland Deutschland zu eröffnen, ist das Gebot des Tages.“

Salomonsohn war stark an der Finanzierung der rheinisch-westfälischen Schwerindustrie beteiligt, unter anderem als Vorsitzender des Aufsichtsrats der Gelsenkirchener Bergwerks-AG.
Zu Beginn der Weimarer Republik unterstützte er Hugo Stinnes und Albert Vögler bei deren Projekten zur Neuordnung und vertikalen Konzentration der deutschen Industrie durch die Bildung von Interessengemeinschaften. 
Salomonsohn stand der Fusion von Disconto-Gesellschaft und Deutscher Bank im Jahr 1929 skeptisch gegenüber, wurde aber nach erfolgter Verschmelzung Aufsichtsratsvorsitzender des neuen Unternehmens. Von 1917 bis 1930 war er Mitglied des Senats der Kaiser-Wilhelm-Gesellschaft.

## Karikaturistische Darstellung Salomonsohns
- B. F. Dolbin: Der Mann mit dem Wermutstropfen Dr. Arthur Salomonsohn / Disconto-Gesellschaft (Zeichnung)[3]